# Randal Kolo Muani
Randal Kolo Muani (ur. 5 grudnia 1998 w Bondy) – francuski piłkarz kongijskiego pochodzenia występujący na pozycji napastnika, reprezentant Francji. Wychowanek FC Nantes, w trakcie swojej kariery grał także w US Boulogne oraz Eintracht Frankfurt.

## Sukcesy

### Nantes
- Puchar Francji: 2021/2022

### Reprezentacyjne
Mistrzostwa świata
- Wicemistrzostwo: 2022

### Indywidualne
- Król strzelców Pucharu Niemiec: 2022/2023 (6 goli)

### Wyróżnienia
- Drużyna sezonu Bundesligi: 2022/2023[1]